# Kleinwetzdorf
Kleinwetzdorf ist eine Ortschaft und Katastralgemeinde in der Gemeinde Heldenberg in Niederösterreich.

## Geographie
Kleinwetzdorf liegt an der Schmida knapp westlich der Horner Straße. Der Ort besteht nur aus wenigen Häusern und wird vom Schloss Wetzdorf, der Gedenkstätte Heldenberg und dem Koller Oldtimermuseum dominiert. Weiter westlich erhebt sich ein Ausläufer des Wagrams.

## Geschichte
Der Ortsname Wetzdorf ist vom althochdeutschen Wazzo bzw. Wazili herzuleiten. Die erste urkundliche Nennung des Namens erfolgte in einem Gültbuch des Stiftes Zwettl, wo ein Wetzlesdorf bei Chlaubendorf aufscheint. Eine Unterscheidung von Groß- und Kleinwetzdorf wird erstmals in einer Besitzurkunde aus dem Geschlecht der Radlbrunner getroffen. Die Geschichte des Ortes ist eng mit der Geschichte des Schlosses verbunden, etwa als Joseph Pargfrieder im Jahr 1843 bei der Umgestaltung des Schlossparks 19 Kleinhäuser aufkaufte und abgetragen ließ. Nach den Reformen 1848/1849 konstituierte sich Kleinwetzdorf 1850 zur selbständigen Gemeinde war bis 1868 dem Amtsbezirk Ravelsbach zugeteilt und danach dem Bezirk Hollabrunn. Laut Adressbuch von Österreich waren im Jahr 1938 in der Ortsgemeinde Kleinwetzdorf zwei Gastwirte, ein Gemischtwarenhändler, ein Schlosser, ein Schmied, ein Tischler, ein Wagner und ein Landwirt ansässig. Zudem gab es eine Mühle.

## Sehenswürdigkeiten
- Schloss Wetzdorf
- Gedenkstätte Heldenberg

## Öffentliche Einrichtungen
In Kleinwetzdorf gibt es einen Kindergarten.